# Brachydesmus filiformis
Brachydesmus filiformis är en mångfotingart som beskrevs av Robert Latzel 1884. Brachydesmus filiformis ingår i släktet Brachydesmus och familjen plattdubbelfotingar. Inga underarter finns listade i Catalogue of Life.